# Vybz Kartel
Vybz Kartel (født Adidja Azim Palmer, 7. januar 1976 i Kingston) er en prisvindende jamaicansk dancehall-kunstner og tekstforfatter.